# Bocianska dolina

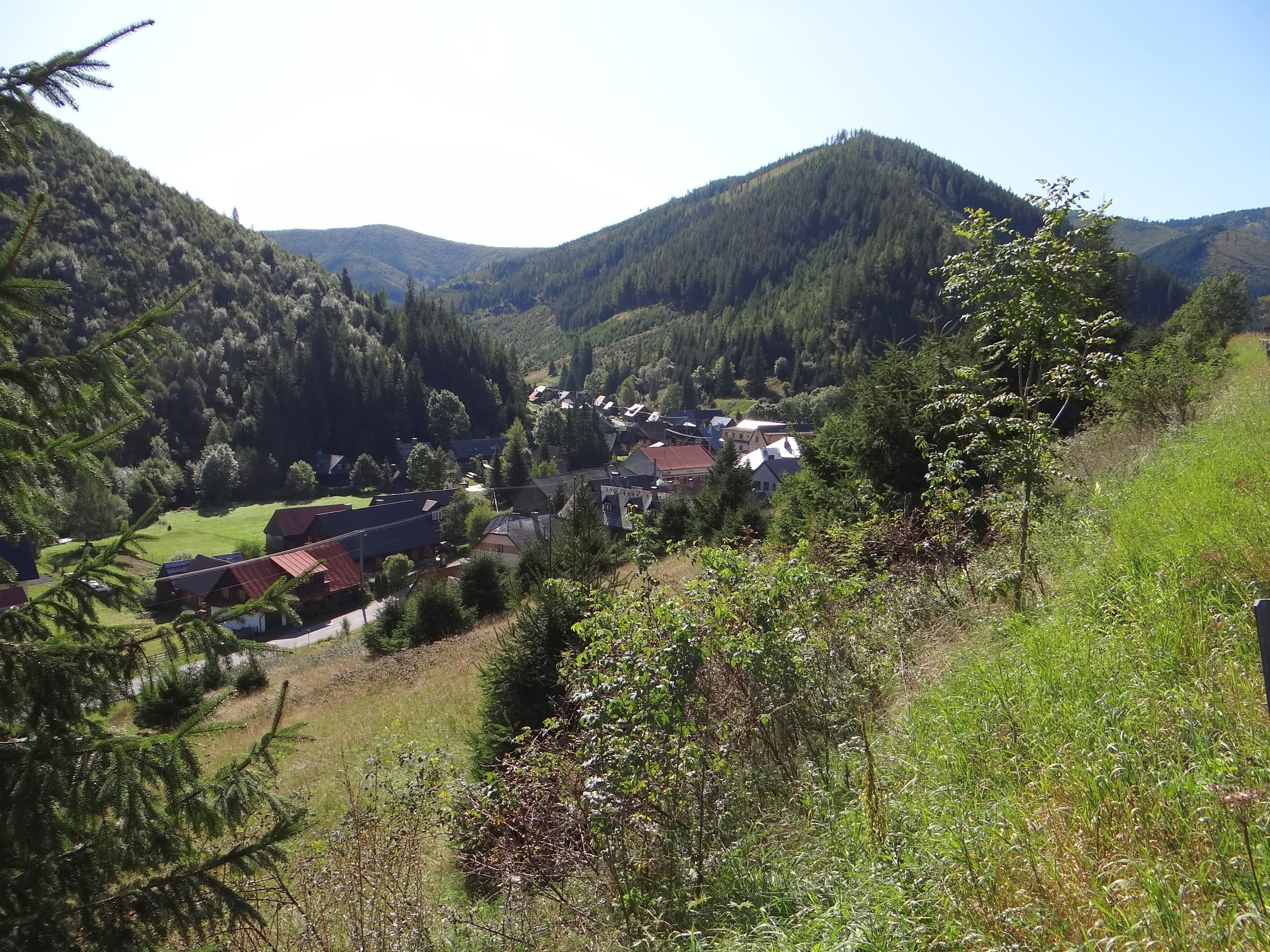
Bocianska dolina

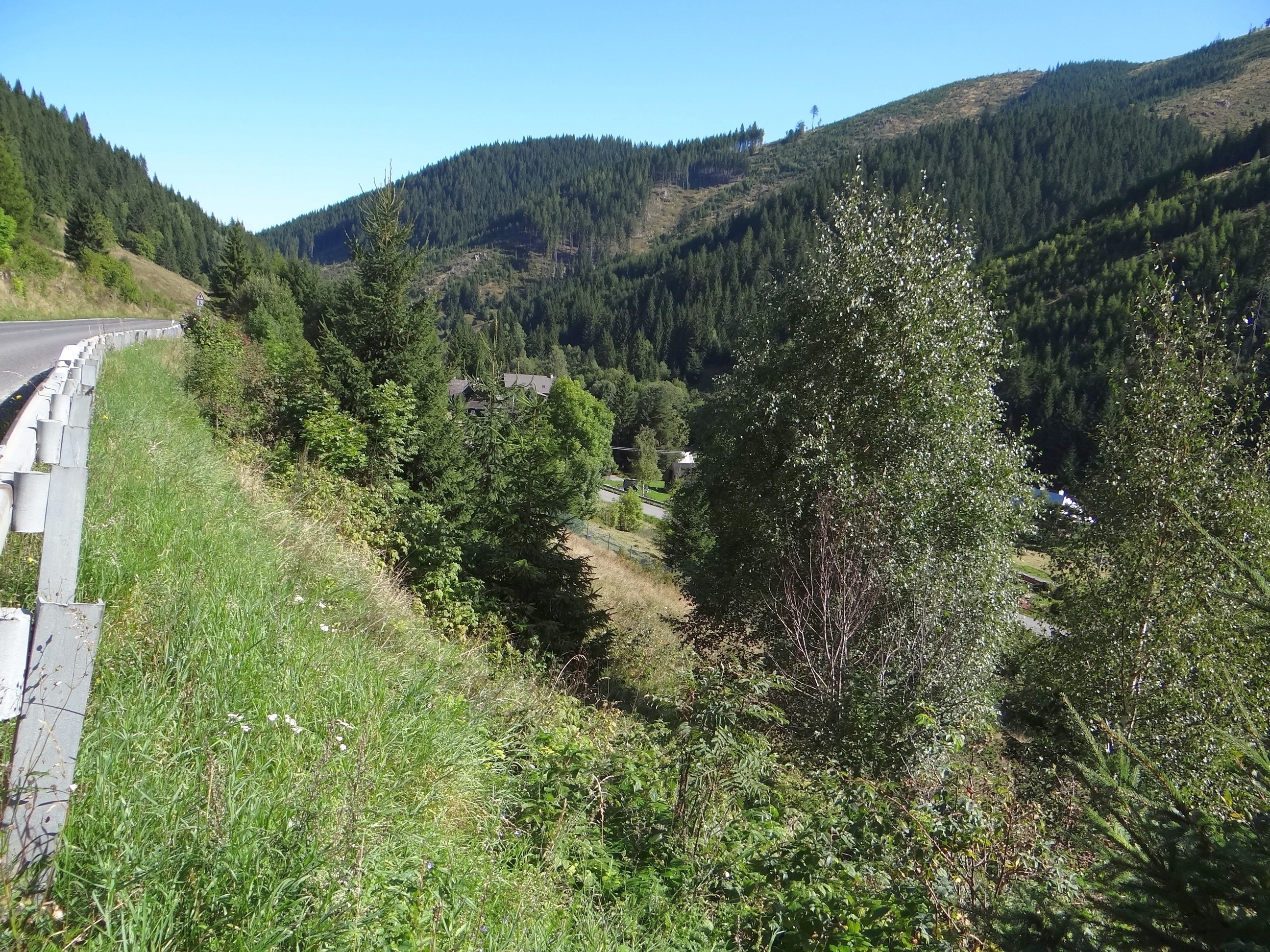
Bocianska dolina

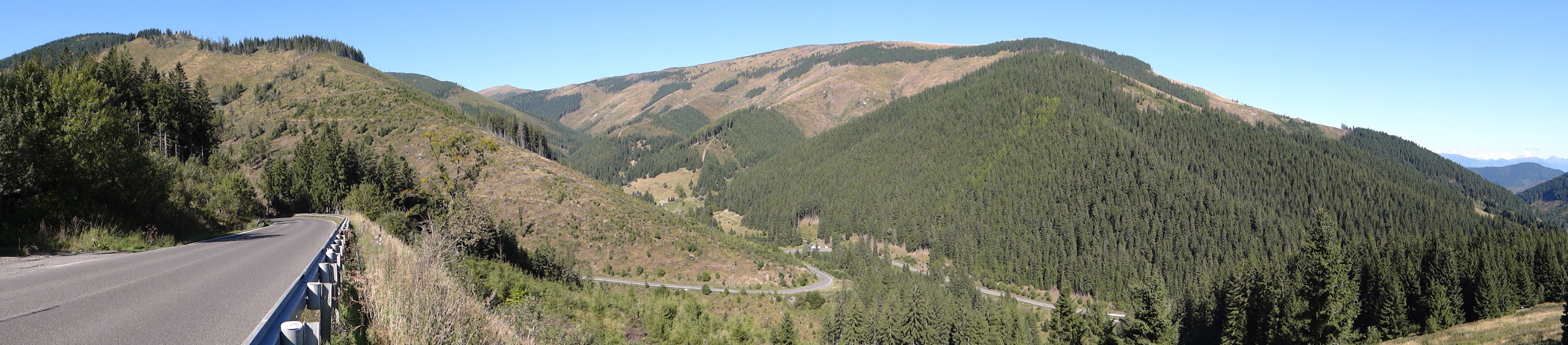
Bocianska dolina, Starobocianska dolina i droga krajowa nr 72

Bocianska dolina – dolina walna w Niżnych Tatrach na Słowacji. Znajduje się w ich środkowej części i tworzy naturalną granicę dzielącą je na dwie części; zachodnią – większą i skupiającą wszystkie szczyty przekraczające 2000 m (Ďumbierske Tatry) oraz wschodnią – niższą i nieco mniej rozległą (Kráľovohoľské Tatry). Dolina ma długość 16 km.

## Opis doliny
Pod względem geologicznym Bocianska dolina składa się z części górnej, zbudowanej z granitów, oraz części dolnej, wapiennej. Dolina podchodzi pod główną grań Niżnych Tatr na przełęczy Czertowica (słow. Čertovica; 1238 m). Najwyższą jej część tworzy dolina potoku Čertovica opadająca spod przełęczy w północnym kierunku. Dalej dolina krętym korytem opada w kierunku północnym i na wysokości około 670 m uchodzi do Kotliny Liptowskiej w miejscowości Kráľova Lehota. Od ujścia potoku Čertovica doliną spływa rzeka Boca. Na dnie doliny rozłożyły się zabudowania trzech miejscowości; Vyšná Boca, Nižná Boca i Malužiná. Doliną poprowadzono jedną z ważniejszych dróg Słowacji – drogę krajową nr 72 z Brezna do Kráľovej Lehoty.
Bocianska dolina ma wiele bocznych odgałęzień. Boca spływa Starobocianską doliną, która również podchodzi pod główną grań Niżnych Tatr. Inne większe odgałęzienia to: Kraľovská dolina, Svidovská dolina, Michalovská dolina, Skribňovo, Malužinská dolina.
Dolinę porasta las, a w wyższych partiach gór kosodrzewina. Na płaskich i mało stromych grzbietach gór znajdują się dawne hale pasterskie. Bezleśne, zajęte przez zabudowania i pola jest w wielu miejscach dno doliny. Wyższe partie doliny znajdują się w obrębie Parku Narodowego Niżne Tatry.
W dolinie znajdują się pomniki upamiętniające partyzantów słowackiego powstania narodowego.

## Turystyka i narciarstwo
Przy biegnącej doliną drodze nr 72 mają swój początek 4 szlaki turystyczne, a przełęcz Czertowica jest węzłem szlaków. Wsie Vyšná Boca, Nižná Boca, Malužiná, oraz centrum narciarsko-turystyczne na Czertowicy są bazą turystyki górskiej i narciarstwa. Wsie te mają oryginalną drewnianą zabudowę i stopniowo przekształcają się w osady rekreacyjno-turystyczne.
  Malužiná – Svidovská dolina – Svidovské sedlo – Pred Bystrou (Jánska dolina). Odległość 8 km, suma podejść 420 m, suma zejść 248 m, czas przejścia: 2 h 20 min (z powrotem 2 h)
  Nižná Boca – Rovná hoľa. Odległość 5,6 km, suma podejść 872 m, czas przejścia: 2 h 35 min (z powrotem 1 h 45 min).
  początek szlaku przy drodze nr 72 – Starobocianska dolina – Bocianske sedlo – Králička. Odległość 6 km, suma podejść 745 m, suma zejść 55 m, czas przejścia 2 h 25 min (z powrotem 1 h 50 min).
  Vyšná Boca – Bacúšske sedlo. Odległość 3,2 km, suma podejść 390 m, suma zejść 20 m, czas przejścia: 1 h 15 min (z powrotem 55 min)